# Multicar 25
Der Multicar 25, kurz auch als M 25 bezeichnet, ist ein leichter Lastkraftwagen aus der Deutschen Demokratischen Republik. Das Fahrzeug löste 1978 den Multicar 24 ab und wurde in diversen Varianten im VEB Fahrzeugwerk Waltershausen gefertigt, der zum Industrieverband Fahrzeugbau (IFA) gehörte. 1992 wurde es durch den Multicar 26 ersetzt, ein Jahr zuvor hatte es bereits die Übergangsvariante Multicar 91 gegeben.

## Fahrzeuggeschichte

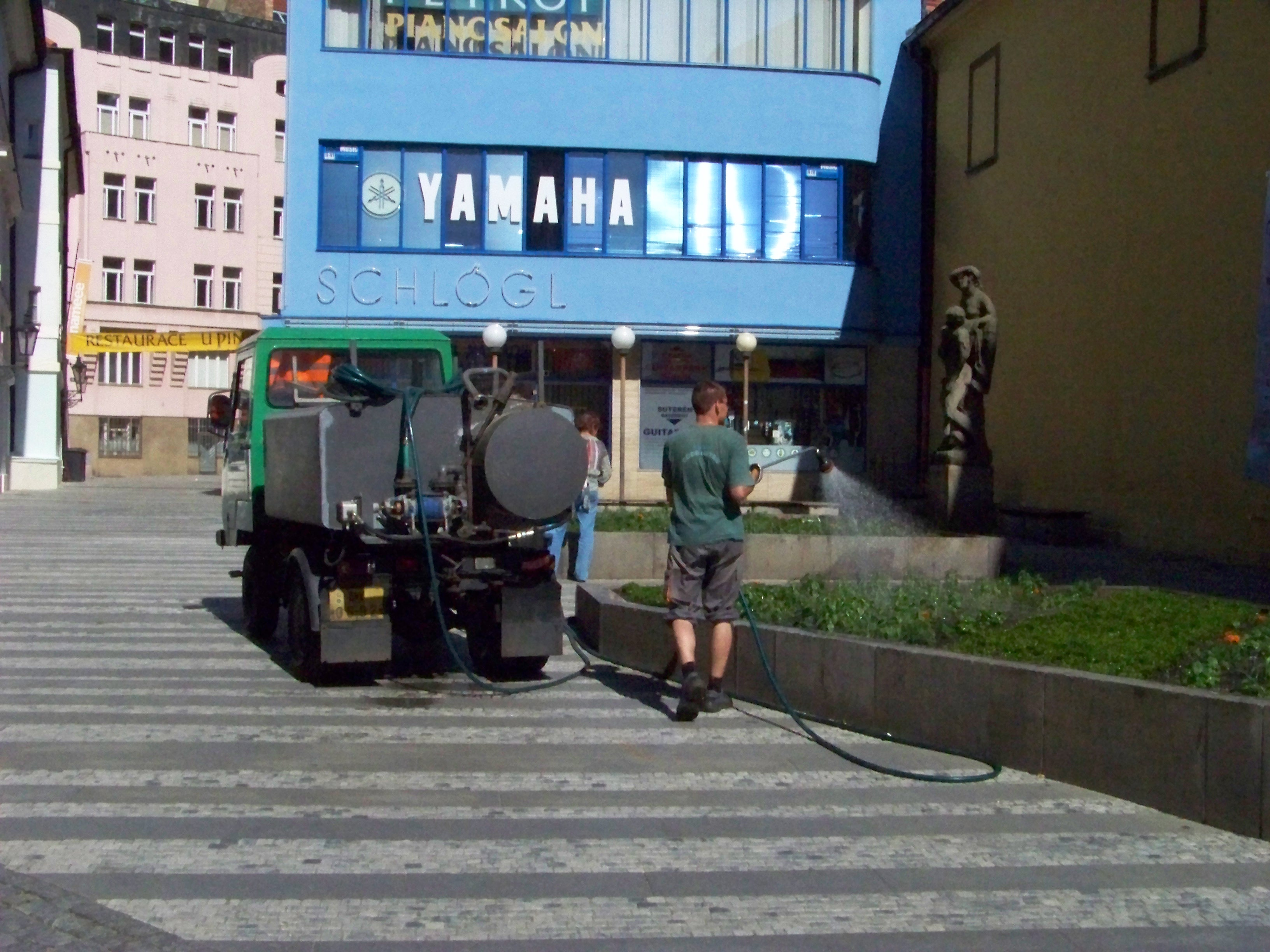
Multicar 25 mit Wasch- und Sprühaufbau

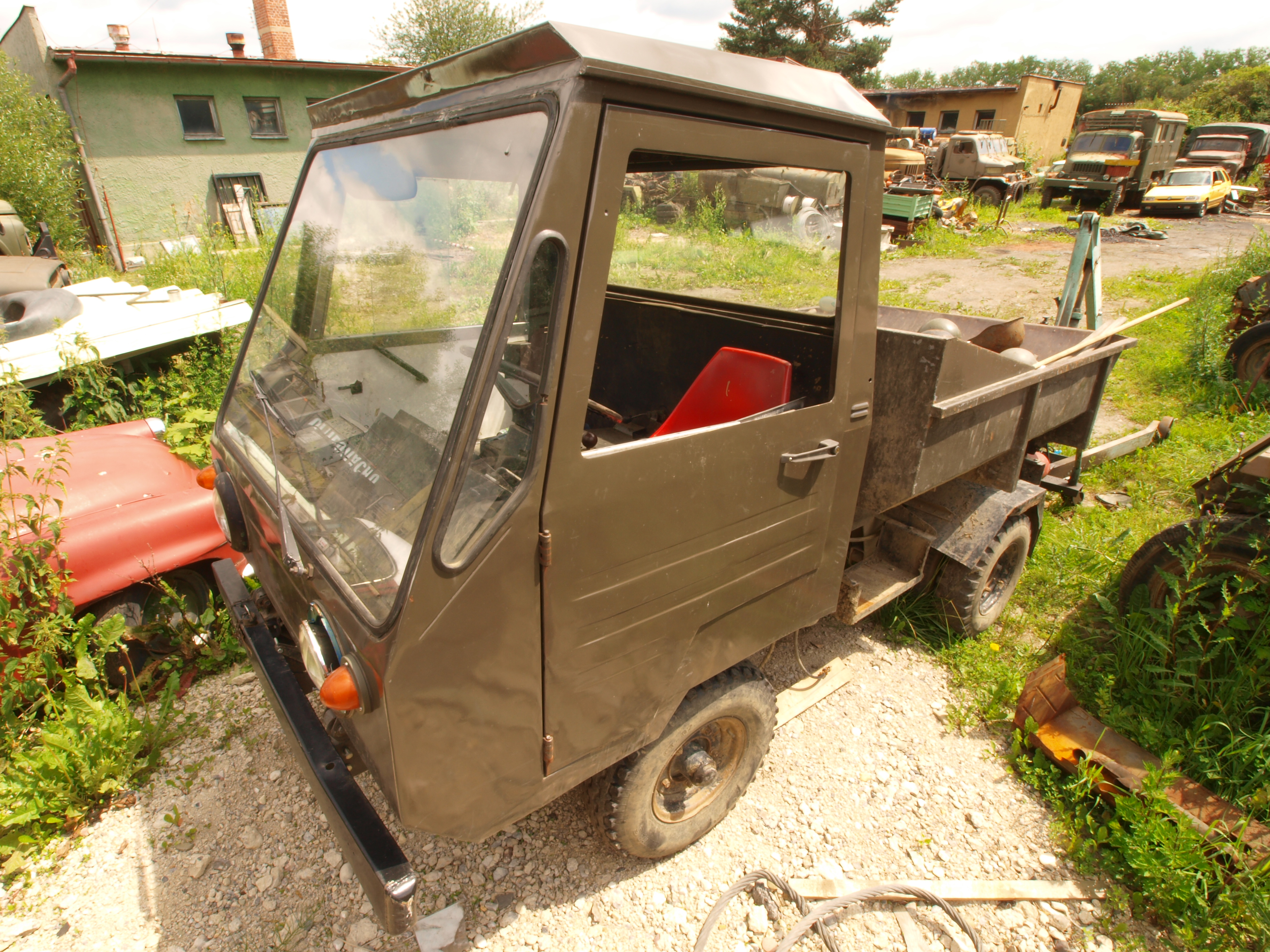
Multicar 25 13 mit Muldenkipperaufbau aus Armeebeständen in einem Museum (2012)

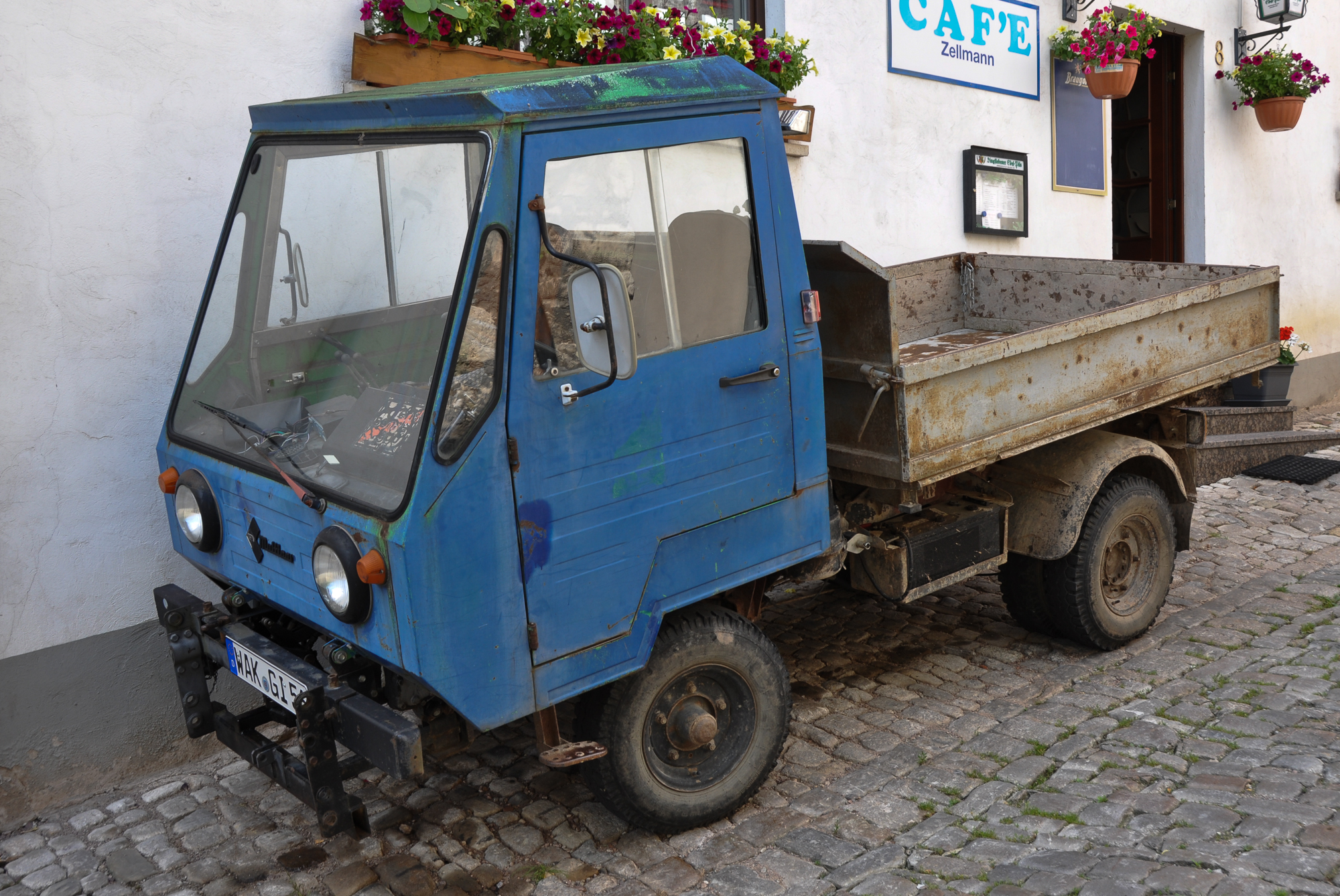
Multicar 25 10 (Dreiseitenkipper) aus DDR-Produktion, noch mit IFA-Emblem (2014)

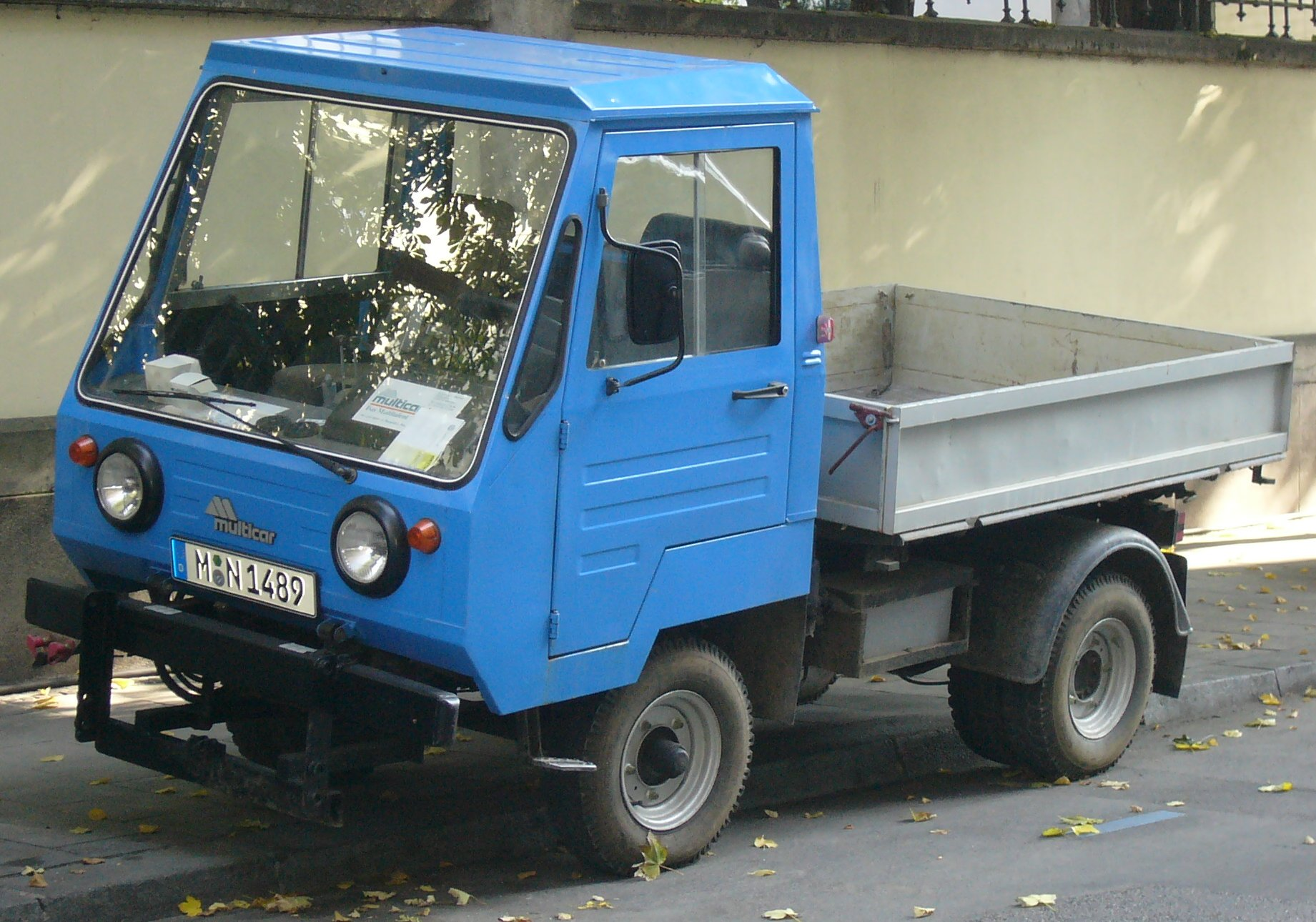
Das gleiche Fahrzeug, bereits nach der Wende gebaut, mit neuem Multicar-Emblem (2005)

Die Fertigung und Erprobung des Prototyps eines neuen Multicar begann 1978. Der neue Multicar 25 wurde schließlich auf der Leipziger Herbstmesse 1978 vorgestellt, wo er eine Goldmedaille und andere Auszeichnungen erhielt. Im Anschluss begann die Produktion in Waltershausen. Die Nummer 25 setzte sich wieder zusammen aus 2 Tonnen Nutzlast und der 5. Serie.
Der Multicar 25 zählte neben dem Simson S 50 zu den wenigen Kraftfahrzeugen der DDR, die das höchste Gütezeichen Q erlangten, es wurde im Januar 1979 verliehen. Beide zählten auch zu den wenigen DDR-Fahrzeugen, die in ihrer Grundkonzeption noch deutlich über die politische Wende 1989/90 hinaus am Markt bestehen konnten. 

### Unterschiede zum Multicar 24
Die Verbesserungen gegenüber dem Multicar 24 zielten insbesondere auf einen größeren Bedienungs- und Fahrkomfort ab. Eine zweisitzige Ausführung hatte es schon ab 1977 als Multicar 24-0 gegeben. Von diesem äußerlich sehr ähnlichen Vorgängertyp unterscheidet sich das Multicar 25 vor allem durch die weiter nach unten gezogene Frontscheibe, die zusätzlichen dreieckigen Seitenscheiben in der A-Säule und durch einzelne, unten angeschlagene Scheibenwischer. Im Innenraum wurde ein neuer schwingungsdämpfender Fahrersitz verbaut und die Instrumente wurden übersichtlicher angeordnet. Der Fahrkomfort verbesserte sich auch durch neu konstruierte Blattfedern, die die Schwingungen bei Leerfahrt beträchtlich verringerten. Der Komfort stieg zudem durch ein geändertes Heizungs- und Belüftungssystem. Außerdem wurde das um 42° nach vorne kippbare Fahrerhaus mit einer zentralen Kippverriegelung zwischen den Sitzen ausgerüstet. Beim M24 musste das Fahrerhaus noch jeweils von Fahrer- und Beifahrerseite aus getrennt entriegelt werden und es hatte einen kleineren Kippwinkel.
Der Vierzylinder-Dieselmotor vom Typ 4 VD 8.8/8.5-2 SRF ist ein im Detail weiterentwickeltes Triebwerk des Multicar 24. Die Aufhängung erfolgte nun in vier Gummifedern. Es leistete nach wie vor 45 PS (33 kW). Die Kupplung wurde vergrößert, sodass am Motor die Schwungscheibe entsprechend geändert wurde. Auf Wunsch wurde ein neues Kriechganggetriebe verbaut, das niedrige Arbeitsgeschwindigkeiten von minimal 2 km/h erlaubt. Die bisherige Ross-Lenkung wurde durch eine Kugelumlauflenkung ersetzt, wodurch sich unter anderem geringere Lenkkräfte ergaben.
Um die Aufbauten schnell wechseln zu können, sind diese mit nur vier Schrauben an standardisierten Befestigungspunkten am Rahmen befestigt. So sollte es möglich sein, alle verfügbaren Typen innerhalb einer Stunde zu montieren. Alle Wechselaufbauten werden mit der fahrzeugeigenen Hydraulikanlage betrieben, die in mehreren Ausführungen geliefert wurde. Anlage 01 war das Grundmodell und nur für Kipperaufbauten gedacht. Anlage 02 hatte eine erhöhte Förderleistung und konnte Zusatzgeräte, wie zum Beispiel ein Schiebeschild, betreiben. Die Anlage 05 war für alle Wechselaufbauten geeignet. Die Bedienung erfolgt je nach Aufbau vom Fahrersitz oder, in Ausnahmefällen, direkt am Aufbau. Die Ausnahmen betrafen die Aufbauten Drehleiter, Sammelbehälter und Ladehilfeanbau.
Zu den Merkmalen, die auf den ersten Blick wenig sichtbar sind, zählt das neu konstruierte Fahrgestell des Multicar 25. Dies war erforderlich geworden, um den baulichen Neuerungen und Verwindungskräften im Gelände gerecht zu werden.

### Modellpflege
1981 erhielt der Multicar eine 500 W–Drehstromlichtmaschine.  Auf der Leipziger Herbstmesse 1980 wurde der Multicar 25 mit Allradantrieb präsentiert, der das Einsatzfeld noch einmal deutlich erweiterte. In Serie produziert wurde diese Variante ab 1982. Ab 1983 sind Aufbauten mit Plane und Spriegel erhältlich. Im Jahr 1985 wurde das Modell mit Allradantrieb grundlegend überarbeitet. Es erhielt einen komplett neuen Antriebsstrang mit überarbeitetem Cunewalder Dieselmotor, der nun über 2238 cm³ Hubraum verfügt und 46 PS (34 kW) leistet. Das maximale Drehmoment liegt jedoch eher an. Ein neues Verteilergetriebe wurde ebenfalls verbaut, der Radstand stieg von 1970 mm auf 2100 mm. Die Bezeichnung für den neuen Typ lautete Multicar 25.1 A, als AL wurde die Version mit längerem Radstand (2675 mm) angeboten. Die Höchstgeschwindigkeit stieg auf 60 km/h, zudem wurde ein Überrollbügel im Fahrerhaus integriert. Für den Start im Winter wurde eine Vorwärmeinrichtung eingebaut, die mit 600 W Leistung auf das Kühlwasser wirkt. Außerdem konnte verschiedene Sonderausstattung bestellt werden.
Mit der politischen Wende 1990 musste auch das Unternehmen Multicar Arbeitsplätze streichen und die Produktion komplett erneuern. Allerdings war es, auch aufgrund der starken Spezialisierung, der einzige Fahrzeugbauer der DDR, der seine Produkte weiter vertreiben konnte und auch noch existiert. Zum 1. Mai 1990 wurde die Multicar Spezialfahrzeuge GmbH Waltershausen gegründet, bis März 1991 wurde der Multicar 25 in Serie gefertigt.
Ab März 1991 stellte die Firma die Produktion auf das Modell Multicar 91 um. Das Fahrzeug entsprach weitestgehend den neuen gesetzlichen Anforderungen. Wesentlichste Änderung neben diversen Details war der Einbau eines Vierzylinder-Dieselmotor vom Typ 028.B von Volkswagen. Bei 1896 cm³ Hubraum leistet er 54,4 PS (40 kW). Er galt damals als modernster Dieselmotor seiner Art. Wieder waren die Modelle ohne und mit Allradantrieb lieferbar. Die Produktion von Spezialaufbauten wurde hingegen eingestellt. Stattdessen wurden Maschinen aus ganz Europa zugeliefert. Bis zum Produktionsende 1992 und dem Beginn der Fertigung des Multicar 26 wurden insgesamt 100.546 Exemplare gebaut, inklusive des Multicars 91. Wie bereits bei früheren Typen ging ein großer Anteil davon in den Export.
Vom Hersteller und in offiziellen Dokumenten wurde das Fahrzeug als Multicar 25 bezeichnet und teilweise als M 25 (mit Leerzeichen) abgekürzt. In der Umgangssprache und der Literatur der Nachwendezeit dagegen hat auch die Bezeichnung Multicar M25 oder Multicar M 25 Eingang gefunden, die so vom Hersteller nicht vorgesehen war. Die Verwendung der Marke IFA war uneinheitlich, jedoch viel weiter verbreitet als beim Vorgänger. Im Gegensatz zum Multicar 24 trägt der Multicar 25 auch das IFA-Emblem an der Front, soweit die Fahrzeuge bis etwa 1990 gebaut wurden. Zum IFA-Kombinat Nutzkraftwagen gehörte der Hersteller seit dem 1. Januar 1978.
Die Deutsche Post (DDR) widmete dem Multicar 25 zwei Briefmarken. Eine Messemarke zum Erscheinen des neuen Typs im Jahr 1978 sowie eine Sondermarke mit dem Multicar 25 48 im Jahr 1982.
Die Grundform des Multicar 25 blieb noch bis zum Jahr 2010 in Gestalt des optisch nur geringfügig überarbeiteten Multicar 26 erhalten.

## Modellvarianten

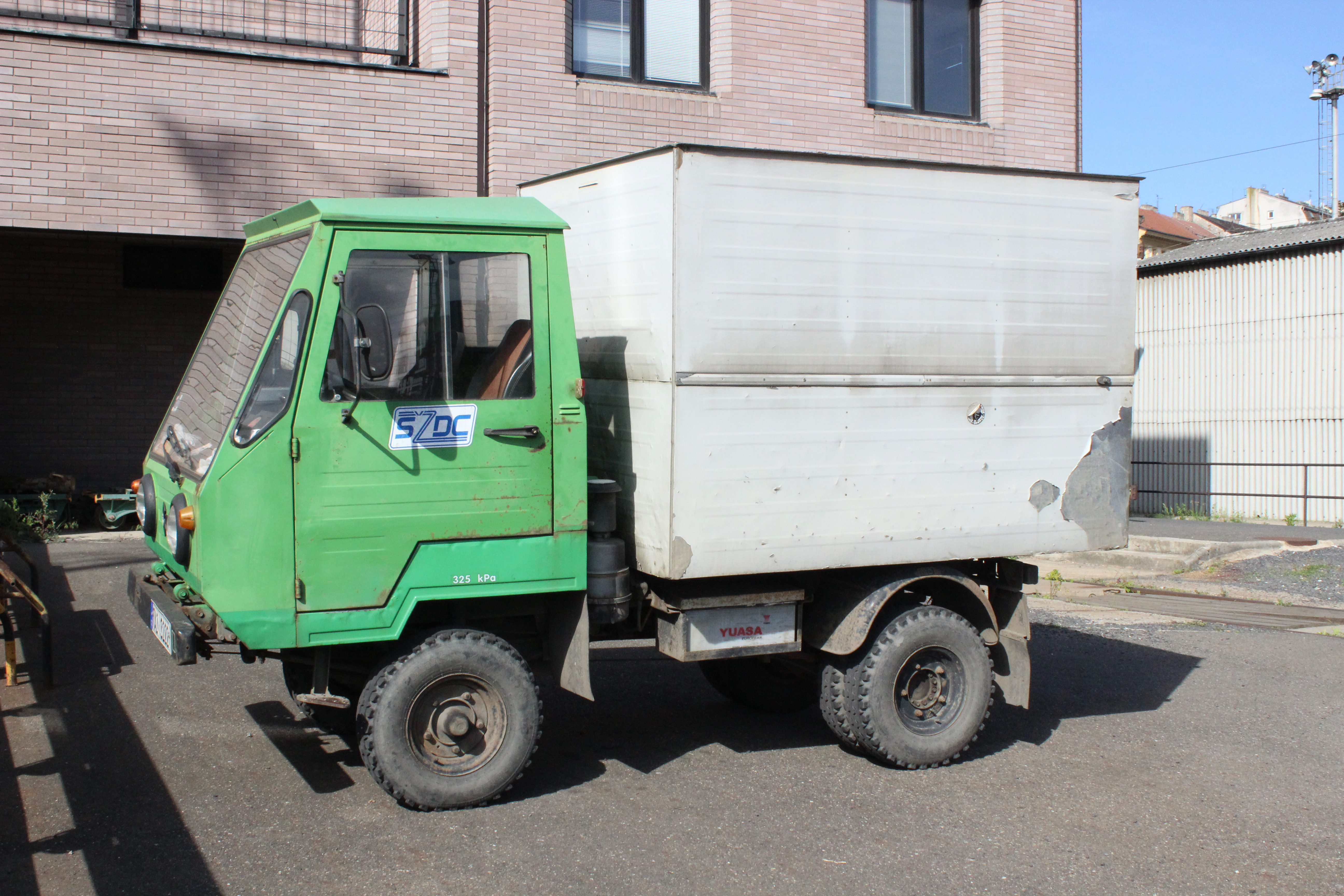
Multicar 25 77 mit Kofferaufbau in Tschechien (2015)

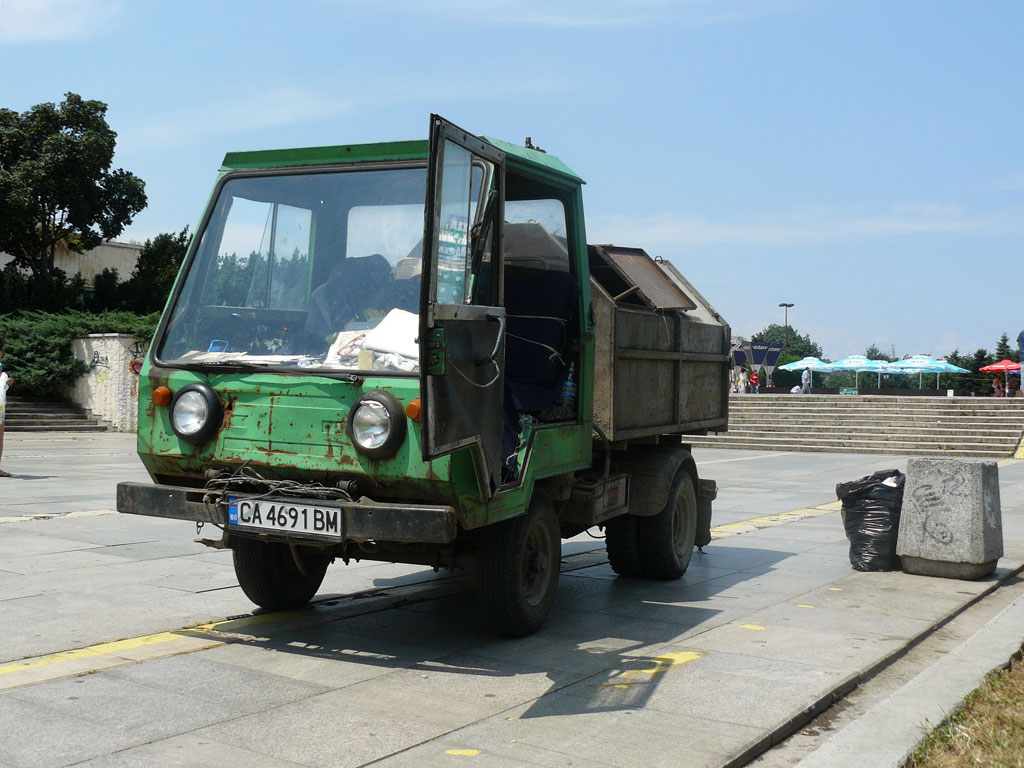
Multicar 25 51 mit Sammelbehälter für die Müllentsorgung in Bulgarien (2008)

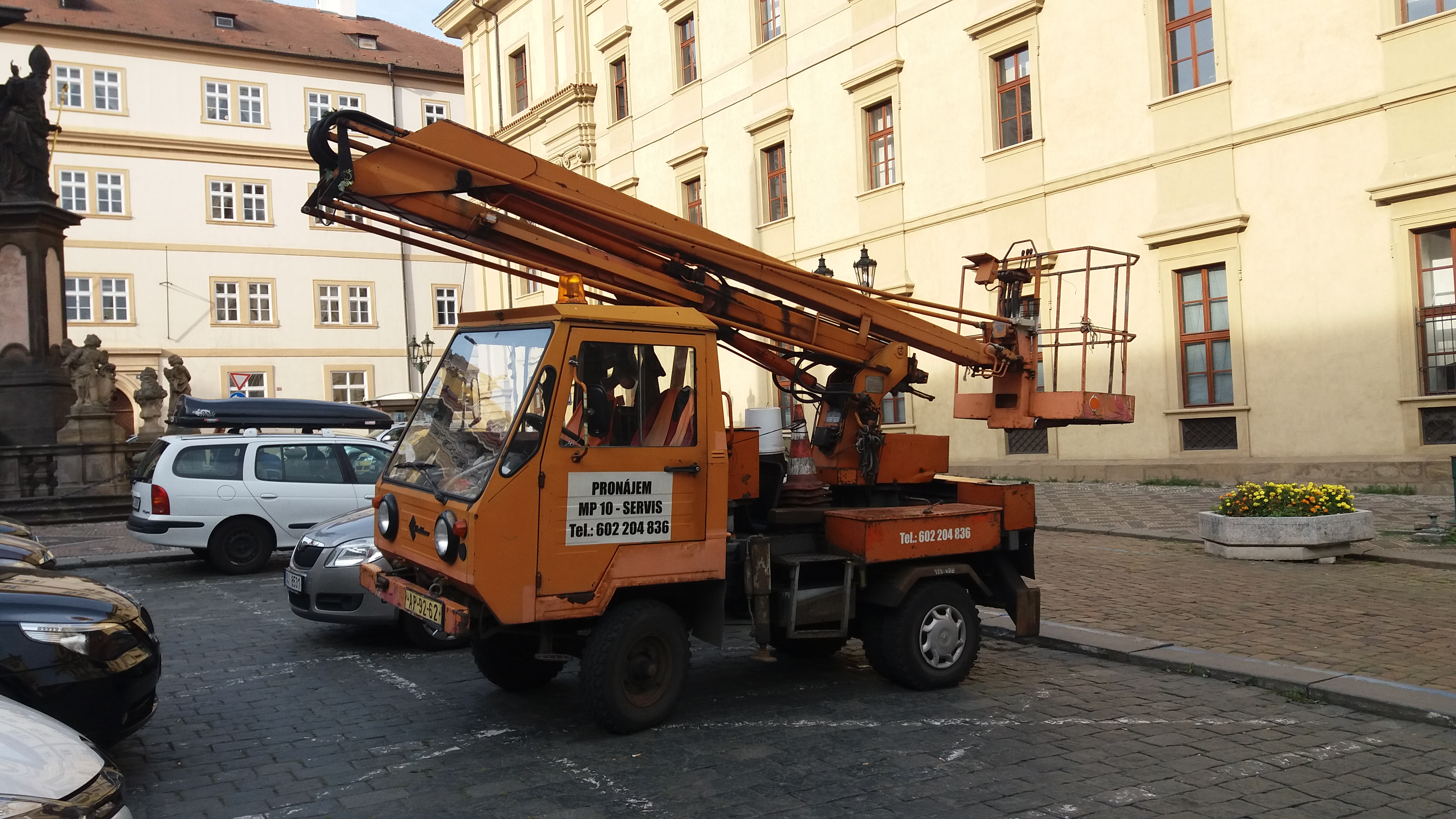
Multicar 25 mit nicht originaler Hubarbeitsbühne in Prag (2016)

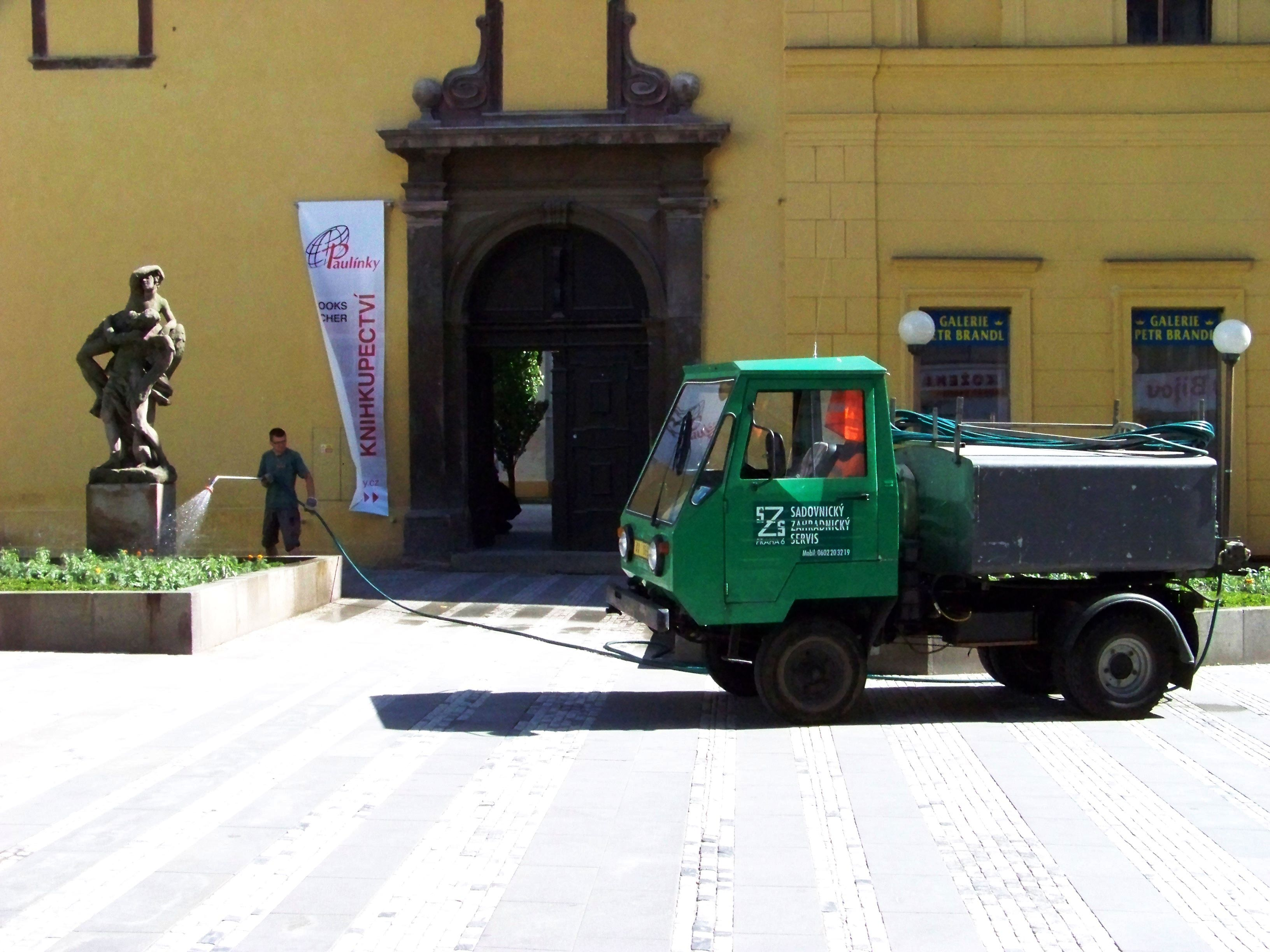
Mit Wasserbehälter in Prag (2011)

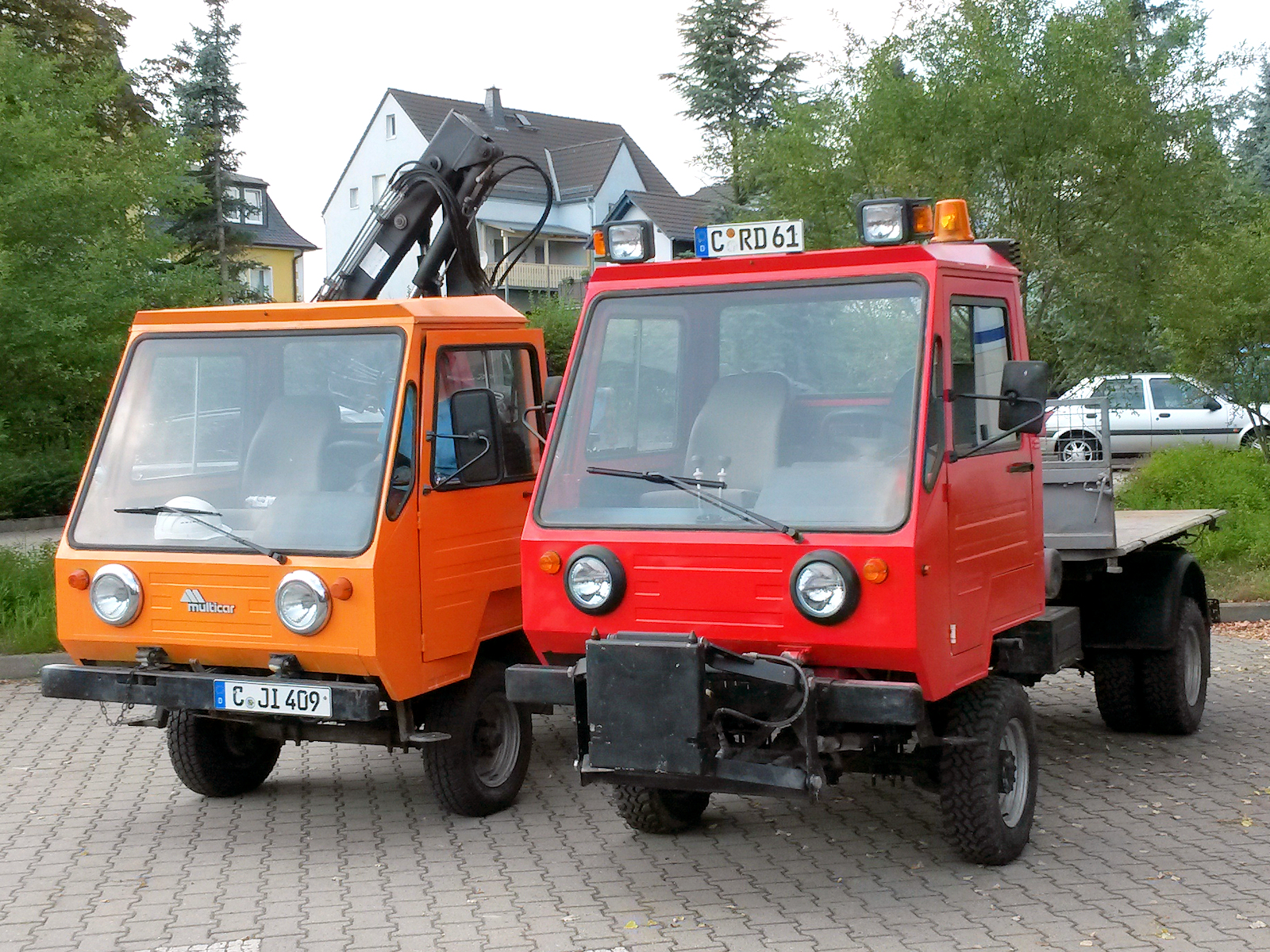
Zwei Multicar 25 mit Heckantrieb (links) und Allradantrieb (rechts) in Chemnitz (2017)

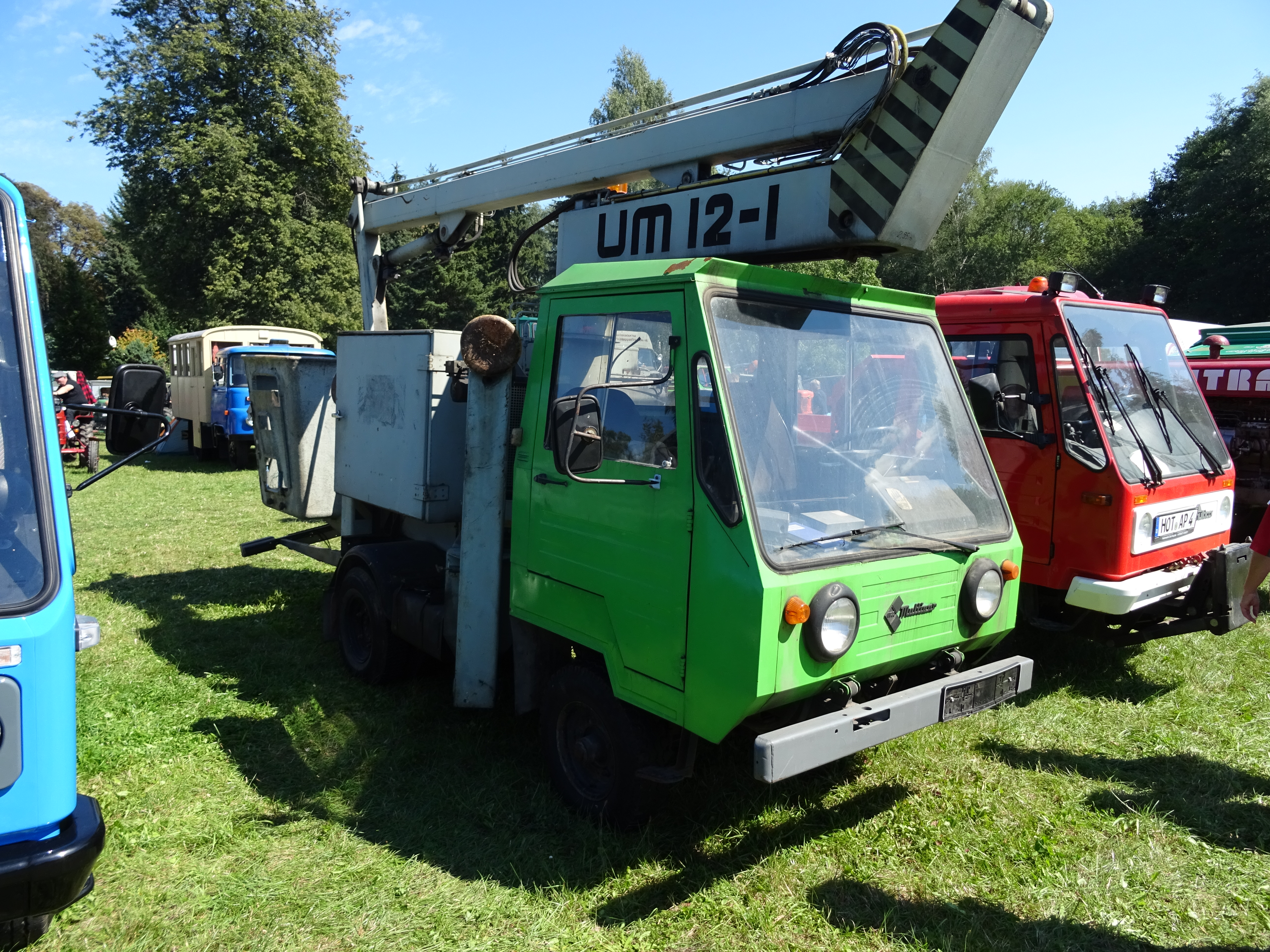
Multicar 25 33 mit Hubarbeitsbühne UM 12–1 in Oberlungwitz (2022)

Vom Multicar 25 wurden diverse Versionen mit teils speziellen Aufbauten gefertigt. Die folgende Liste erhebt keinen Anspruch auf Vollständigkeit.

### Multicar 25
Der Multicar 25 wurde in der ersten Version ab 1978 produziert. Die Aufbauten ähnelten denen des Vorgängers stark, wurden jedoch zunehmend um neue Entwicklungen ergänzt. 1979 umfasste das Angebot 14 Varianten. Die folgende Liste spiegelt den Stand von 1983 wider.
- Multicar 25 01 – Pritschenfahrzeug und Grundmodell, ohne Hydraulikanlage.
- Multicar 25 02 – Pritschenfahrzeug mit Spriegel und um etwa 500 mm auf 2675 mm verlängertem Radstand. Das Ladevolumen beträgt 4,4 m³.[9]
- Multicar 25 09 – Pritschenausführung mit Ladehilfe. Es handelt sich um eine hydraulische Ladebordwand.
- Multicar 25 10 – Dreiseitenkipper mit niedrigen Bordwänden. Ausgerüstet mit der Hydraulikanlage vom Typ 01, die keine weiteren Zusatzgeräte erlaubt.
- Multicar 25 12 – Hinterkipper mit doppelt so hohen Bordwänden wie das Standardmodell. Konzipiert für den Transport von leichten Schüttgütern.
- Multicar 25 13 – Muldenkipper, als Hinterkipper ausgeführt. Mit geänderter Ladefläche und einer Nutzlast von 2250 kg. Um auch Beton oder nahezu flüssige Güter transportieren zu können, wurde der mögliche Kippwinkel auf 76° erhöht. Ansonsten besteht die Gefahr, dass Teile der Ladung nicht aus der Mulde rutschen.
- Multicar 25 14 – Absetzkipper, 1980 auf der Leipziger Messe vorgestellt, Fassungsvermögen von 1,1 m³ und mit Kippfunktion.[10]
- Multicar 25 19/23 – Mit Vorbauschneepflug und Streueinrichtung ausgerüstet für den Winterdienst. Verschiedene Streugüter konnten verwendet werden, zum Beispiel Splitt, Sand oder Streusalz. Ab 1981 mit hydraulischer Steuerung des Schneeschiebeschildes, sodass der Fahrer zum Verstellen des Schildes nicht mehr aussteigen musste.[11]
- Multicar 25 22 – Spezielle Vorbaukehrwalze und ein Derivat des Multicar 25 48.
- Multicar 25 30 – Mit Drehleiteraufbau DLH 10 versehen. Es wurde vor allem beim Bau und der Wartung von Oberleitungen und Straßenbeleuchtungen eingesetzt. Es ist mit der Hydraulikanlage 02 versehen, die auch für die Steuerung der Drehleiter verantwortlich ist. Außerdem ist eine sogenannte Geländeregulierung verbaut die mit hydraulischen Abstützungen dafür sorgt, dass das Fahrzeug bei der Arbeit auch auf schiefem Untergrund gerade steht.
- Multicar 25 32 – Spezialversion mit Montagebühne. Anders als die Drehleiter konnte diese nur senkrecht nach oben gefahren werden. Dabei wird vom Bedienpersonal ein in 2-Meter-Stücke zerlegter Stahlmast stückweise montiert, an dem die Arbeitsbühne hinauf- und hinunterfahren kann. Die maximale Arbeitshöhe beträgt etwa zwölf Meter.
- Multicar 25 33 – Montagemastversion mit Hubarbeitsbühne vom Typ UM 12-1. Der Montagemast war aus Sicherheitsgründen nicht als Wechselaufbau zugelassen.
- Multicar 25 48 – Wasch- und Sprühfahrzeug. Ausgerüstet mit einem 1800 Liter fassendem Wassertank und der Hydraulikanlage 02. Es war insbesondere zum Kehren und Waschen von Gehwegen und Straßen gedacht, aber auch Straßenschilder konnten damit geputzt werden. Wasser konnte sowohl aus Wasserleitungen als auch aus Gewässern gezapft werden.
- Multicar 25 51 – Sammelbehälterfahrzeug. Es handelt sich um einen kleinen Müllwagen mit aufgebauter Müllpresse. Damit konnten zum Beispiel öffentliche Papierkörbe geleert werden, der Abfall wurde im Aufbau verdichtet. Mit Hydraulikanlage 02.
- Multicar 25 54 – Als Grobfutterverteiler bezeichnet. Das Fahrzeug ist dazu gedacht, in großen Stallungen mit Nutztieren Futter für diese zu verteilen. Das Fassungsvermögen beträgt 3,9 m³
- Multicar 25 65 – Mit Betonmischeraufbau. Die Trommel fasst 400 kg Material.
- Multicar 25 77 – Kofferfahrzeug

Der Multicar wurde auch in Rechtslenkerausführung gebaut.

### Multicar 25.1A
Im Jahr 1985 wurde zusätzlich zum Grundmodell Multicar 25 der Multicar 25.1 A eingeführt. Wesentlichste Neuerung war, dass das Fahrzeug Allradantrieb hat. Außerdem wurde mit dem Multicar 25.1 AL eine Version mit längerem Radstand angeboten. Dieser betrug 2675 mm, also 575 mm mehr als beim Grundmodell.
Für den Multicar 25.1 A wurden grundsätzlich Wechselaufbauten angeboten. Wie bereits bei den vorhergehenden Modellen sind alle Aufbauten mit nur vier Schrauben am Rahmen befestigt und leicht auszutauschen.
Gebaut wurden für den reinen Materialtransport Pritschen (lang/kurz) mit und ohne Ladehilfe, Plane und Spriegel (lang), Isolierkoffer für Kühltransporte (lang), normale Koffer (kurz/lang) sowie Dreiseitkipper, Hinterkipper und Muldenkipper. Außerdem gab es Sattelauflieger für den Transport langer Materialien und als Abschleppfahrzeug. Daneben produzierte man zweiachsige Anhänger vom Typ HM 20.01 (Pritsche) und HM 20.11 (Zweiseitenkipper).
Für Spezialaufgaben wurden, ähnlich wie schon beim Vorgänger, Wasch- und Sprühfahrzeuge, Kehrmaschinen und Fahrzeuge für den Winterdienst gebaut. Letztere wurden mit Streugeräten und Kehrwalzen oder Schneepflügen ausgestattet. Zudem wurden Absetzkipper produziert, ebenso verschiedene Drehleitern und Montagefahrzeuge sowie Müllsammelfahrzeuge. Sogar Zweiwegefahrzeuge wurden auf Basis des Multicar 25.1 A gefertigt, allerdings nicht in der DDR.

### Multicar 91
Der Multicar 91 wurde, wie der Name schon andeutet, 1991 eingeführt. Die äußerlichen Änderungen waren minimal, beispielsweise wurde das IFA-Emblem durch ein neu gestaltetes Multicar-Emblem ersetzt. Außerdem wurden die Seitenspiegel und Rückleuchten geändert. Das Fahrzeug steht auf 14-Zoll-Felgen mit Reifen der Größe 185R14C oder 195R14C. Die Ansaugluftführung  wurde links hinter dem Fahrerhaus untergebracht und weit nach oben geführt. Der neue Dieselmotor mit einer Leistung von 40 kW (54 PS) von Volkswagen führte zu einer Steigerung der Höchstgeschwindigkeit auf 70 km/h. Neben dem Motor wurden diverse weitere Teile von Zulieferfirmen aus dem Gebiet der ehemaligen Bundesrepublik bezogen.
Auch bei den Aufbauten kam es zu Kooperationen mit anderen Firmen. Während die Grundaufbauten (Pritsche, Kippbrücken) meist selbst hergestellt wurden, wurden Spezialteile häufig zugeliefert. Dazu gehörten Kehrmaschinen, Sprüh- und Waschaufbauten und neue Aufbauten für den Winterdienst. Auch ganz neue Aufbauten, wie Ladekräne oder Baggerarme, wurden auf dem Fahrgestell des Multicar 91 montiert.
Das Modell 91 war wahlweise mit oder ohne Allradantrieb lieferbar. Bereits 1992 wurde das Fahrzeug durch den Nachfolger Multicar 26 abgelöst.

## Technische Daten
Die angegebenen Daten beziehen sich alle auf das Fahrgestell Multicar 25.1 A mit Allradantrieb und ohne Aufbau.
- Motor: Vierzylinder-Dieselmotor
- Motortyp: 4 VD 8.8/9.0-1 SRF
- Motorenhersteller: VEB Motorenwerk Cunewalde
- Leistung: 46 PS (34 kW) bei 2800 min−1
- Hubraum: 2238 cm³
- Getriebe: mechanisches Schaltgetriebe, synchronisiert, 4 Vorwärtsgänge + 1 Rückwärtsgang
- Geländeuntersetzung: als Sonderausstattung verbaut
- Minimalgeschwindigkeit: 1 km/h
- Höchstgeschwindigkeit: 60 km/h
- Steigfähigkeit bei voller Belastung mit Kriechgang: 42 %
- Bremse: Zweikreisbremse, hydraulisch betätigt, mit Anhängeranschluss
- ausgerüstet mit verschiedenen Hydraulikanlagen
- Fahrerhaus nach vorne für Wartung kippbar, max. 45°
- Differentialsperre für Hinterachse
- Antriebsformel: 4×4, Allradantrieb zuschaltbar

Abmessungen und Gewichte
- Gesamtlänge: 3610 mm
- Breite: 1550 mm
- Rahmenbreite: 660 mm
- Höhe (am Fahrerhaus gemessen, unbelastet): 2220 mm
- Höhe bis Oberkante Rahmen, unbelastet: 820 mm
- Spurweite vorne: 1282 mm
- Spurweite hinten: 1115 mm
- Bodenfreiheit: 200 mm
- Radstand: 2100 mm
- Leergewicht: ca. 1650 kg
- Zuladung: 2300 kg
- zulässiges Gesamtgewicht: 3950 kg
- zulässige Achslast vorne: 1540 kg (60 km/h) bzw. 1610 kg (52 km/h)
- zulässige Achslast hinten: 2600 kg
- Reifendimension: 6,70×13 C-M